# Pseudotolna lineosa
Pseudotolna lineosa is een vlinder van de familie van de visstaartjes (Nolidae). De wetenschappelijke naam van deze soort is voor het eerst voorgesteld door Bernard Laporte in een publicatie uit 1973.
De soort komt voor in Nigeria.